# Zheng Saisai
Zheng Saisai (郑赛赛S, Zhèng SàisàiP; Xi'an, 5 febbraio 1994) è una tennista cinese.
Buona doppista, in questa specialità si è aggiudicata 5 titoli WTA e nei tornei del Grande Slam ha raggiunto in coppia con Duan Yingying la finale del Roland Garros 2019, oltre ad essere stata due volte semifinalista agli Australian Open. In singolare ha vinto un titolo WTA, il Mubadala Silicon Valley Classic 2019, oltre a vantare 3 vittorie nel circuito WTA 125.

## Carriera
A livello Juniores si fa notare principalmente nel doppio, riesce infatti a raggiungere la semifinale agli Open di Francia 2010 insieme alla danese Mai Grage. Nel 2010 partecipa ai Giochi olimpici giovanili di Singapore conquistando la medaglia d'oro nel doppio e quella d'argento nel singolare, sconfitta da Dar'ja Gavrilova. Tra le ragazze raggiunge la settima posizione nel gennaio 2011.
Passa tra i professionisti nel 2011 e nello stesso anno conquista il suo primo titolo WTA, in doppio al Guangzhou International Women's Open. Nel 2012 gioca i suoi primi tornei dello Slam, accede infatti al tabellone principale a Parigi insieme a Dominika Cibulková ma vengono sconfitte al secondo turno dal team russo Makarova - Vesnina. Scende nuovamente in campo a Wimbledon, questa volta insieme a Alexandra Cadanțu ma vengono subito sconfitte dalle numero uno al mondo Huber-Raymond.
Nel circuito ITF ha ottenuto tre titoli nel singolare e sette nel doppio.
Ottiene un importante risultato durante gli Australian Open 2013 insieme a Varvara Lepchenko quando si avventura fino alle semifinali.

## Curiosità
- A causa di una forte miopia, porta un paio di occhiali anche durante gli incontri.

## Statistiche WTA

### Singolare

#### Vittorie (1)
| Legenda               | Legenda      |
| --------------------- | ------------ |
| Grande Slam (0)       |              |
| Ori Olimpici (0)      |              |
| WTA Finals (0)        |              |
| WTA Elite Trophy (0)  |              |
| Dal 2009 al 2020      | Dal 2021     |
| Premier Mandatory (0) | WTA 1000 (0) |
| Premier 5 (0)         | WTA 1000 (0) |
| Premier (1)           | WTA 500 (0)  |
| International (0)     | WTA 250 (0)  |

| N. | Data          | Torneo                           | Superficie | Avversaria in finale | Punteggio   |
| 1. | 4 agosto 2019 | Silicon Valley Classic, San Jose | Cemento    | Aryna Sabalenka      | 6-3, 7-6(3) |

#### Sconfitte (1)
| Legenda               | Legenda      |
| --------------------- | ------------ |
| Grande Slam (0)       |              |
| Argenti Olimpici (0)  |              |
| WTA Finals (0)        |              |
| WTA Elite Trophy (0)  |              |
| Dal 2009 al 2020      | Dal 2021     |
| Premier Mandatory (0) | WTA 1000 (0) |
| Premier 5 (0)         | WTA 1000 (0) |
| Premier (0)           | WTA 500 (0)  |
| International (1)     | WTA 250 (0)  |

| N. | Data           | Torneo                                              | Superficie | Avversaria in finale | Punteggio      |
| 1. | 29 luglio 2018 | Jiangxi International Women's Tennis Open, Nanchang | Cemento    | Wang Qiang           | 5-7, 0-4, rit. |

### Doppio

#### Vittorie (6)
| Legenda               | Legenda      |
| --------------------- | ------------ |
| Grande Slam (0)       |              |
| Ori Olimpici (0)      |              |
| WTA Finals (0)        |              |
| WTA Elite Trophy (0)  |              |
| Dal 2009 al 2020      | Dal 2021     |
| Premier Mandatory (0) | WTA 1000 (0) |
| Premier 5 (0)         | WTA 1000 (0) |
| Premier (1)           | WTA 500 (1)  |
| International (3)     | WTA 250 (1)  |

| N. | Data              | Torneo                                       | Superficie  | Compagna           | Avversarie in finale                           | Punteggio        |
| 1. | 24 settembre 2011 | Guangzhou International Women's Open, Canton | Cemento     | Hsieh Su-wei       | Chan Chin-wei Han Xinyun                       | 6-2, 6-1         |
| 2. | 9 agosto 2015     | Bank of the West Classic, Stanford           | Cemento     | Xu Yifan           | Arantxa Parra Santonja Anabel Medina Garrigues | 6-1, 6-3         |
| 3. | 18 ottobre 2015   | Tianjin Open, Tianjin                        | Cemento     | Xu Yifan           | Darija Jurak Nicole Melichar                   | 6-2, 3-6, [10-8] |
| 4. | 2 marzo 2019      | Abierto Mexicano Telcel, Acapulco            | Cemento     | Viktoryja Azaranka | Desirae Krawczyk Giuliana Olmos                | 6-1, 6-2         |
| 5. | 30 ottobre 2021   | Courmayeur Ladies Open, Courmayeur           | Cemento (i) | Wang Xinyu         | Eri Hozumi Zhang Shuai                         | 6-4, 3-6, [10-5] |
| 6. | 23 giugno 2024    | ecoTrans Ladies Open, Berlino                | Erba        | Wang Xinyu         | Chan Hao-ching Veronika Kudermetova            | 6-2, 7-5         |

#### Sconfitte (9)
| Legenda               | Legenda      |
| --------------------- | ------------ |
| Grande Slam (1)       |              |
| Argenti Olimpici (0)  |              |
| WTA Finals (0)        |              |
| WTA Elite Trophy (0)  |              |
| Dal 2009 al 2020      | Dal 2021     |
| Premier Mandatory (0) | WTA 1000 (0) |
| Premier 5 (0)         | WTA 1000 (0) |
| Premier (1)           | WTA 500 (0)  |
| International (4)     | WTA 250 (3)  |

| N. | Data             | Torneo                                   | Superficie  | Compagna           | Avversarie in finale                  | Punteggio         |
| 1. | 20 aprile 2014   | Malaysia Classic, Kuala Lumpur           | Cemento     | Chan Yung-jan      | Tímea Babos Chan Hao-ching            | 3-6, 4-6          |
| 2. | 23 maggio 2015   | Internationaux de Strasbourg, Strasburgo | Terra rossa | Nadežda Kičenok    | Chuang Chia-jung Liang Chen           | 6-4, 4-6, [10-12] |
| 3. | 9 gennaio 2016   | Shenzhen Open, Shenzhen                  | Cemento     | Xu Yifan           | Vania King Monica Niculescu           | 1-6, 4-6          |
| 4. | 9 giugno 2019    | Open di Francia, Parigi                  | Terra rossa | Duan Yingying      | Tímea Babos Kristina Mladenovic       | 2-6, 3-6          |
| 5. | 12 gennaio 2020  | Shenzhen Open, Shenzhen (2)              | Cemento     | Duan Yingying      | Barbora Krejčíková Kateřina Siniaková | 2-6, 6-3, [4-10]  |
| 6. | 22 febbraio 2020 | Dubai Tennis Championships, Dubai        | Cemento     | Barbora Krejčíková | Hsieh Su-wei Barbora Strýcová         | 5-7, 6-3, [5-10]  |
| 7. | 20 marzo 2021    | Abierto GNP Seguros, Monterrey           | Cemento     | Heather Watson     | Caroline Dolehide Asia Muhammad       | 2-6, 3-6          |
| 8. | 12 novembre 2021 | Upper Austria Ladies Linz, Linz          | Cemento (i) | Wang Xinyu         | Natela Dzalamidze Kamilla Rachimova   | 4-6, 2-6          |
| 9. | 2 febbraio 2025  | Singapore Tennis Open, Singapore         | Cemento (i) | Wang Xinyu         | Desirae Krawczyk Giuliana Olmos       | 5-7, 0-6          |

## Circuito WTA 125

### Singolare

#### Vittorie (3)
| N. | Data              | Torneo                                          | Superficie  | Avversaria in finale | Punteggio     |
| 1. | 13 settembre 2015 | Dalian Women's Tennis Open, Dalian              | Cemento     | Julia Glushko        | 2-6, 6-1, 7-5 |
| 2. | 22 aprile 2018    | Biyuan Zhengzhou Women's Tennis Open, Zhengzhou | Cemento     | Wang Yafan           | 5-7, 6-2, 6-1 |
| 3. | 28 aprile 2019    | Kunming Open, Anning                            | Terra rossa | Zhang Shuai          | 6-4, 6-1      |

#### Sconfitte (2)
| N. | Data           | Torneo                     | Superficie  | Avversaria in finale | Punteggio        |
| 1. | 10 agosto 2013 | Suzhou Ladies Open, Suzhou | Cemento     | Shahar Peer          | 2-6, 6-2, 3-6    |
| 2. | 5 maggio 2018  | Kunming Open, Anning       | Terra rossa | Irina Chromačëva     | 6-3, 4-6, 6(5)-7 |

### Doppio

#### Vittorie (3)
| N. | Data              | Torneo                                              | Superficie  | Compagna       | Avversarie in finale                 | Punteggio        |
| 1. | 2 agosto 2015     | Jiangxi International Women's Tennis Open, Nanchang | Cemento     | Chang Kai-chen | Chan Chin-wei Wang Yafan             | 6-3, 4-6, [10-3] |
| 2. | 13 settembre 2015 | Dalian Women's Tennis Open, Dalian                  | Cemento     | Zhang Kailin   | Chan Chin-wei Darija Jurak           | 6-3, 6-4         |
| 3. | 25 settembre 2021 | Columbus Challenger, Columbus                       | Cemento (i) | Wang Xinyu     | Dalila Jakupovič Nuria Párrizas Díaz | 6-1, 6-1         |

## Statistiche ITF

### Singolare

#### Vittorie (12)
| Torneo $100.000 (2) |
| Torneo $80.000 (0)  |
| Torneo $75.000 (2)  |
| Torneo $60.000 (3)  |
| Torneo $50.000 (2)  |
| Torneo $25.000 (1)  |
| Torneo $15.000 (0)  |
| Torneo $10.000 (2)  |

| N.  | Data              | Torneo                                                    | Superficie  | Avversaria in finale | Punteggio     |
| 1.  | 12 luglio 2009    | ITF Women's Circuit Shenzhen, Shenzhen                    | Cemento     | Sabina Sharipova     | 7-5, 6-4      |
| 2.  | 31 ottobre 2010   | OEC Taipei Ladies Open, Taipei                            | Cemento     | Zhang Ling           | 6-3, 6-3      |
| 3.  | 20 maggio 2012    | Kurume Best Amenity International Women's Tennis, Fukuoka | Erba        | Monique Adamczak     | 7-5, 6-2      |
| 4.  | 29 ottobre 2012   | ITF Women's Circuit Taipei, Taipei                        | Cemento     | Zarina Dijas         | 6-4, 6-1      |
| 5.  | 5 maggio 2014     | Kunming Open, Anning                                      | Terra rossa | Jovana Jakšić        | 6-2, 6-3      |
| 6.  | 27 aprile 2015    | Kangaroo Cup, Gifu                                        | Erba        | Naomi Ōsaka          | 3–6, 7–5, 6–4 |
| 7.  | 4 maggio 2015     | Kunming Open, Anning                                      | Terra rossa | Han Xinyun           | 6–4, 3–6, 6–4 |
| 8.  | 2 aprile 2017     | Blossom Cup, Quanzhou                                     | Cemento     | Liu Fangzhou         | 6-2, 6-3      |
| 9.  | 30 aprile 2017    | Kunming Open, Anning                                      | Terra rossa | Zarina Dijas         | 7-5, 6-4      |
| 10. | 28 aprile 2018    | Blossom Cup, Quanzhou                                     | Cemento     | Liu Fangzhou         | 6-3, 6-1      |
| 11. | 21 ottobre 2018   | Suzhou Ladies Open, Suzhou                                | Cemento     | Jana Čepelová        | 7-5, 6-1      |
| 12. | 19 settembre 2021 | Portugal Ladies Open, Caldas da Rainha                    | Cemento     | Harmony Tan          | 6-4, 3-6, 6-3 |

#### Sconfitte (8)
| Torneo $100.000 (1) |
| Torneo $80.000 (0)  |
| Torneo $75.000 (0)  |
| Torneo $60.000 (1)  |
| Torneo $50.000 (2)  |
| Torneo $25.000 (2)  |
| Torneo $15.000 (0)  |
| Torneo $10.000 (2)  |

| N. | Data              | Torneo                                                             | Superficie | Avversaria in finale | Punteggio     |
| 1. | 11 aprile 2010    | Ningbo Challenger, Ningbo                                          | Cemento    | Tian Ran             | 2-6, 3-6      |
| 2. | 4 luglio 2010     | Anhui Tennis Center, Hefei                                         | Cemento    | Duan Yingying        | 3-6, 4-6      |
| 3. | 23 gennaio 2011   | ITF Women's $25,000 tennis Tournament Muzaffarnagar, Muzaffarnagar | Erba       | Tadeja Majerič       | 2-6, 7-5, 2-6 |
| 4. | 5 febbraio 2011   | McDonald's Burnie International, Burnie                            | Cemento    | Eugenie Bouchard     | 4-6, 3-6      |
| 5. | 15 aprile 2012    | ITF Women's Circuit Wenshan, Wenshan                               | Cemento    | Hsieh Su-wei         | 3-6, 3-6      |
| 6. | 15 settembre 2013 | ITF Women's Circuit Sanya, Sanya                                   | Cemento    | Karolína Plíšková    | 3–6, 4-6      |
| 7. | 6 marzo 2017      | Zhuhai Open, Zhuhai                                                | Cemento    | Denisa Allertová     | 3–6, 6–2, 4–6 |
| 8. | 11 novembre 2018  | Shenzhen Longhua Open, Shenzhen                                    | Cemento    | Ivana Jorović        | 3–6, 6–2, 4–6 |

### Doppio

#### Vittorie (9)
| Torneo $100.000 (2) |
| Torneo $80.000 (0)  |
| Torneo $75.000 (2)  |
| Torneo $60.000 (0)  |
| Torneo $50.000 (1)  |
| Torneo $25.000 (3)  |
| Torneo $15.000 (0)  |
| Torneo $10.000 (1)  |

| N. | Data              | Torneo                                           | Superficie  | Compagna                | Avversarie in finale                | Punteggio        |
| 1. | 5 luglio 2010     | Anhui Tennis Center, Hefei                       | Cemento     | Tian Ran                | Bai Xi Zhang Kai-Lin                | 6-0, 6-4         |
| 2. | 29 maggio 2011    | ITF Changwon Women's Challenger Tennis, Changwon | Cemento     | Chan Hao-ching          | Yurika Sema Erika Takao             | 6-2, 4-6, [11-9] |
| 3. | 18 settembre 2011 | Ningbo Challenger, Ningbo                        | Cemento     | Tetjana Lužans'ka       | Chan Chin-wei Han Xinyun            | 6-4, 5-7, [10-4] |
| 4. | 18 marzo 2012     | ITF Women's Circuit Sanya, Sanya                 | Cemento     | Erika Sema              | Liang Chen Zhou Yimiao              | 6-2, 6-2         |
| 5. | 1º aprile 2012    | Chang ITF Thailand Pro Circuit Phuket, Phuket    | Cemento     | Noppawan Lertcheewakarn | Han Xinyun Sheng-Nan Sun            | 6-3, 6-3         |
| 6. | 6 maggio 2012     | Kangaroo Cup, Gifu                               | Cemento     | Jessica Pegula          | Chan Chin-wei Hsu Wen-hsin          | 6-4, 3-6, [10-4] |
| 7. | 10 maggio 2014    | Empire Trnava Cup, Trnava                        | Terra rossa | Stephanie Vogt          | Margarita Gasparjan Evgenija Rodina | 6-4, 6-2         |
| 8. | 8 maggio 2015     | Kunming Open, Anning                             | Terra rossa | Xu Yifan                | Yang Zhaoxuan Ye Qiuyu              | 7-5, 6-2         |
| 9. | 14 luglio 2018    | Open 88 Contrexéville, Contrexéville             | Terra rossa | An-Sophie Mestach       | Prarthana Thombare Eva Wacanno      | 3-6, 6-2, [10-7] |

#### Sconfitte (7)
| Torneo $100.000 (1) |
| Torneo $80.000 (0)  |
| Torneo $75.000 (1)  |
| Torneo $60.000 (0)  |
| Torneo $50.000 (0)  |
| Torneo $25.000 (4)  |
| Torneo $15.000 (0)  |
| Torneo $10.000 (1)  |

| N. | Data              | Torneo                                                | Superficie  | Compagna          | Avversarie in finale                          | Punteggio      |
| 1. | 30 ottobre 2010   | OEC Taipei Ladies Open, Taipei                        | Cemento (i) | Juan Ting-fei     | Kao Shao-yuan Wang Qiang                      | 3-6, 6(2)-7    |
| 2. | 6 agosto 2011     | Beijing International Challenger, Pechino             | Cemento     | Tetjana Lužans'ka | Chan Hao-ching Chan Yung-jan                  | 2-6, 3-6       |
| 3. | 11 febbraio 2012  | Launceston Tennis International, Launceston           | Cemento     | Hsieh Shu-ying    | Kotomi Takahata Shūko Aoyama                  | 4-6, 4-6       |
| 4. | 25 marzo 2012     | Chang ITF Thailand Pro Circuit Phuket, Phuket         | Cemento     | Chan Chin-wei     | Natela Dzalamidze Marta Sirotkina             | 4-6, 1-6       |
| 5. | 15 settembre 2012 | Ningbo Challenger, Ningbo                             | Cemento     | Tetjana Lužans'ka | Shūko Aoyama Chang Kai-chen                   | 2–6, 5–7       |
| 6. | 21 aprile 2014    | ITF Women's Circuit Nanning, Nanning                  | Cemento     | Zhang Ling        | Zhang Kailin Han Xinyun                       | 6(8)–7, 6(3)–7 |
| 7. | 16 novembre 2019  | Cal-Comp & XYZprinting ITF World Tennis Tour, Hua Hin | Cemento     | Ng Kwan-yau       | Tamarine Tanasugarn Lesley Pattinama Kerkhove | 2–6, 6(5)–7    |

## Risultati in progressione
| Sigla | Risultato               |
| ----- | ----------------------- |
| V     | Vincitore               |
| F     | Finalista               |
| SF    | Semifinalista           |
| O     | Oro olimpico            |
| A     | Argento olimpico        |
| SF    | Bronzo olimpico         |
| QF    | Quarti di Finale        |
| 4T    | Quarto turno            |
| 3T    | Terzo turno             |
| 2T    | Secondo turno           |
| 1T    | Primo turno             |
| RR    | Round Robin             |
| LQ    | Turno di qualificazione |
| A     | Assente                 |
| ND    | Non disputato           |

| Legenda superfici    |
| -------------------- |
| Cemento              |
| Terra battuta        |
| Erba                 |
| Superficie variabile |

### Singolare nei tornei del Grande Slam
| Torneo          | 2014 | 2015 | V--S |
| --------------- | ---- | ---- | ---- |
| Australian Open | A    | 1T   | 0-1  |
| Open di Francia | A    | 1T   | 0-1  |
| Wimbledon       | A    |      | 0-0  |
| US Open         | 2T   |      | 1-1  |
| Totale          | 1-1  | 0-2  | 1-3  |

### Doppio nei tornei del Grande Slam
| Torneo          | 2012 | 2013 | 2014 | 2015 | V--S  |
| --------------- | ---- | ---- | ---- | ---- | ----- |
| Australian Open | A    | SF   | 1T   | 1T   | 4-3   |
| Open di Francia | 2T   | QF   | 2T   |      | 5-3   |
| Wimbledon       | 1T   | 2T   | 1T   |      | 1-3   |
| US Open         | 1T   | 2T   | 2T   |      | 2-3   |
| Totale          | 1-3  | 9-4  | 2-4  | 0-1  | 12-12 |

### Doppio misto nei tornei del Grande Slam
| Torneo          | 2013 | 2014 |
| --------------- | ---- | ---- |
| Australian Open | A    | A    |
| Open di Francia | A    | A    |
| Wimbledon       | 2T   | A    |
| US Open         | 1T   | A    |

## Vittorie contro giocatrici Top 10
| Stagione | 2016 | 2017 | 2018 | 2019 | 2020 | Totale |
| Vittorie | 3    | 1    | 0    | 1    | 1    | 6      |

| #    | Giocatrice          | Ranking | Evento                           | Superficie  | Turno | Punteggio        | Rank. ZSR |
| ---- | ------------------- | ------- | -------------------------------- | ----------- | ----- | ---------------- | --------- |
| 2016 |                     |         |                                  |             |       |                  |           |
| 1.   | Petra Kvitová       | 6       | Shenzhen Open, Shenzhen          | Cemento     | 1T    | 6-2, rit.        | 72        |
| 2.   | Angelique Kerber    | 2       | Qatar Ladies Open, Doha          | Cemento     | 2T    | 7-5, 6-1         | 72        |
| 3.   | Agnieszka Radwańska | 5       | Giochi Olimpici, Rio de Janeiro  | Cemento     | 1T    | 6-4, 7-5         | 63        |
| 2017 |                     |         |                                  |             |       |                  |           |
| 4.   | Elina Svitolina     | 10      | Madrid Open, Madrid              | Terra rossa | 1T    | 2-6, 7-6(4), 6-3 | 68        |
| 2019 |                     |         |                                  |             |       |                  |           |
| 5.   | Aryna Sabalenka     | 10      | Silicon Valley Classic, San Jose | Cemento     | F     | 6-3, 7-6(3)      | 55        |
| 2020 |                     |         |                                  |             |       |                  |           |
| 6.   | Kiki Bertens        | 6       | Qatar Ladies Open, Doha          | Cemento     | 3T    | 3-6, 6-3, 6-4    | 37        |